# جوزيه ماريا أنتونيس
جوزيه ماريا أنتونيس (27 يوليو 1913 في البرتغال - 12 مارس 1991 في البرتغال) هو مدرب كرة قدم ولاعب كرة قدم برتغالي في مركز الدفاع. لعب مع نادي أكاديميكا كويمبرا.